# Populationsgenetik und Anthropologie der Linearbandkeramischen Kultur

Verbreitung der regional jeweils frühesten Kultur mit Töpferware (etwa 6000–4000 v. Chr.)(etwa 7,500-5,500 BP):
Westliche LBK
Alföld-Linearkeramik oder östliche LBK
Cardial- oder Impressokultur
Ertebølle-Kultur, mesolithische Kultur
Dnepr-Don-Kultur
Vinča-Kultur
La-Almagra-Kultur
Dimini-Kultur, vorher Sesklo-Kultur
Karanowo-Kultur
Kammkeramische Kultur, mesolithische Kultur
Hinweis: Die Karte ist ungenau und bedarf einer Überarbeitung; sie gibt nur die ungefähren territorialen Bedingungen einzelner Kulturen wieder.

Mittels der Paläogenetik und der Populationsgenetik können in der Anthropologie wichtige Zusammenhänge aufgedeckt und Fragen geklärt werden. Für das wissenschaftliche Arbeiten in der Archäologie, hier über die neolithische Kultur der Linearbandkeramiker, sind genetische und anthropologische Verfahren bedeutsame Hilfswissenschaften geworden.

## Methodik
Die Paläogenetik ist ein wissenschaftliches Teilgebiet der Genetik. Sie befasst sich mit der Analyse genetischer Proben aus den Überresten von Organismen, hier vor allem aus den Funden von linearbandkeramischen Skeletten, expressis verbis dem Felsenbein am Schädel und den Zähnen. Aus den Proben werden die Erbinformationen (aDNA, meist DNA-Bruchstücke) extrahiert, mittels Polymerasekettenreaktion amplifiziert und sequenziert. Durch neuere Techniken (zusammengefasst als Next Generation Sequencing) ist zunehmend auch eine direkte Sequenzierung, ohne vorhergehende Amplifizierung, möglich.

## Allgemeiner Hintergrund
In der angelsächsischen Literatur, und in dieser Sprache sind ein Großteil der paläogenetischen Untersuchungen versprachlicht worden, wird die Linearbandkeramik als Linear Pottery culture oder Linear Band Ware, Linear Ware, Linear Ceramics oder als Incised Ware culture bezeichnet. Ferner werden die „ersten europäischen Ackerbauer“ auch als European Neolithic farmers (ENFs) bzw. Early European Farmer (EEF) und, bezogen auf ihre hypothetischen Herkunft auch als Anatolian Neolithic farmers (ANFs) bezeichnet.
In der menschlichen Genetik werden zwei wesentliche biologische Strukturen zur Untersuchung herangezogen:
- Haplogruppen für die mitochondriale DNA (mtDNA).

| \| mtDNA-Eva \| \| \| \| \| \| \| \| \| \| \| \| \| \| \| \| \| \| \| \| \| \| \| \| \| \| \| \| \| \| \| L0 \| L1 \| L2 \| L3 \| L3 \| L3 \| L3 \| L3 \| L3 \| L3 \| L3 \| L3 \| \| \| \| \| \| \| \| \| \| \| \| \| \| \| \| L4 \| L5 \| L6 \| \| L0 \| L1 \| L2 \| \| \| \| M \| M \| M \| M \| M \| N \| N \| N \| N \| N \| N \| N \| \| \| \| \| \| \| \| \| \| L4 \| L5 \| L6 \| \| L0 \| L1 \| L2 \| CZ \| CZ \| D \| E \| G \| Q \| \| A \| S \| \| \| R \| R \| R \| \| \| \| \| \| I \| W \| X \| Y \| \| L4 \| L5 \| L6 \| \| L0 \| L1 \| L2 \| C \| Z \| D \| E \| G \| Q \| B \| A \| S \| F \| R0 \| R0 \| \| prä-JT \| prä-JT \| P \| U \| U \| \| I \| W \| X \| Y \| \| L4 \| L5 \| L6 \| \| L0 \| L1 \| L2 \| C \| Z \| D \| E \| G \| Q \| B \| A \| S \| F \| HV \| HV \| JT \| JT \| K \| K \| \| \| \| I \| W \| X \| Y \| \| L4 \| L5 \| L6 \| \| L0 \| L1 \| L2 \| C \| Z \| D \| E \| G \| Q \| B \| A \| S \| F \| H \| V \| J \| T \| K \| K \| \| \| \| I \| W \| X \| Y \| \| L4 \| L5 \| L6 \| |    |    |    |    |    |    |    |    |    |    |    |   |    |    |    |        |        |   |   |   |  |   |   |   |   |  |    |    |    |
| mtDNA-Eva |    |    |    |    |    |    |    |    |    |    |    |   |    |    |    |        |        |   |   |   |  |   |   |   |   |  |    |    |    |
| L0 | L1 | L2 | L3 | L3 | L3 | L3 | L3 | L3 | L3 | L3 | L3 |   |    |    |    |        |        |   |   |   |  |   |   |   |   |  | L4 | L5 | L6 |
| L0 | L1 | L2 |    |    |    | M  | M  | M  | M  | M  | N  | N | N  | N  | N  | N      | N      |   |   |   |  |   |   |   |   |  | L4 | L5 | L6 |
| L0 | L1 | L2 | CZ | CZ | D  | E  | G  | Q  |    | A  | S  |   |    | R  | R  | R      |        |   |   |   |  | I | W | X | Y |  | L4 | L5 | L6 |
| L0 | L1 | L2 | C  | Z  | D  | E  | G  | Q  | B  | A  | S  | F | R0 | R0 |    | prä-JT | prä-JT | P | U | U |  | I | W | X | Y |  | L4 | L5 | L6 |
| L0 | L1 | L2 | C  | Z  | D  | E  | G  | Q  | B  | A  | S  | F | HV | HV | JT | JT     | K      | K |   |   |  | I | W | X | Y |  | L4 | L5 | L6 |
| L0 | L1 | L2 | C  | Z  | D  | E  | G  | Q  | B  | A  | S  | F | H  | V  | J  | T      | K      | K |   |   |  | I | W | X | Y |  | L4 | L5 | L6 |

- und für das Y-Chromosom (Y-DNA)

|  | Adam des Y-Chromosoms |     |    |            |        |          |          |          |          |          |          |    |    |    |    |    |     |     |    |   |   |    |   |        |        |     |     |     |    |  |  |  |  |  |  |  |  |  |  |
|  |                       | A00 |    | A0’1'2’3'4 |        |          |          |          |          |          |          |    |    |    |    |    |     |     |    |   |   |    |   |        |        |     |     |     |    |  |  |  |  |  |  |  |  |  |  |
|  |                       |     | A0 | A1’2'3’4   |        |          |          |          |          |          |          |    |    |    |    |    |     |     |    |   |   |    |   |        |        |     |     |     |    |  |  |  |  |  |  |  |  |  |  |
|  |                       |     |    | A1         | A2’3'4 | A2’3'4   | A2’3'4   |          |          |          |          |    |    |    |    |    |     |     |    |   |   |    |   |        |        |     |     |     |    |  |  |  |  |  |  |  |  |  |  |
|  |                       |     |    |            | A2’3   | A4=BCDEF | A4=BCDEF | A4=BCDEF | A4=BCDEF | A4=BCDEF | A4=BCDEF |    |    |    |    |    |     |     |    |   |   |    |   |        |        |     |     |     |    |  |  |  |  |  |  |  |  |  |  |
|  |                       |     |    | A2         | A3     |          | B        | B        | CT       | CT       | CT       | CT | CT |    |    |    |     |     |    |   |   |    |   |        |        |     |     |     |    |  |  |  |  |  |  |  |  |  |  |
|  |                       |     |    |            |        |          |          |          |          |          |          | \| |    |    |    |    |     |     |    |   |   |    |   |        |        |     |     |     |    |  |  |  |  |  |  |  |  |  |  |
|  |                       |     |    |            |        |          | DE       | DE       | DE       | DE       | CF       |    |    |    |    |    |     |     |    |   |   |    |   |        |        |     |     |     |    |  |  |  |  |  |  |  |  |  |  |
|  |                       |     |    | D          | D      | E        |          |          |          | C        | C        | F  | F  |    |    |    |     |     |    |   |   |    |   |        |        |     |     |     |    |  |  |  |  |  |  |  |  |  |  |
|  |                       |     |    |            |        |          |          | \|       |          |          |          |    |    |    |    |    |     |     |    |   |   |    |   |        |        |     |     |     |    |  |  |  |  |  |  |  |  |  |  |
|  |                       |     |    |            |        |          |          |          | G        | G        | G        | G  | G  | G  | G  | G  | IJK | IJK | H  | H | H |    |   |        |        |     |     |     |    |  |  |  |  |  |  |  |  |  |  |
|  |                       |     |    |            |        |          |          |          | \|       |          |          |    |    |    |    |    |     | \|  |    |   |   |    |   |        |        |     |     |     |    |  |  |  |  |  |  |  |  |  |  |
|  |                       |     |    |            |        |          | G1       | G2       | G2       | G2       | G2       | G2 | G2 |    |    | IJ | K   | K   | K  | K | K | K  |   |        |        |     |     |     |    |  |  |  |  |  |  |  |  |  |  |
|  |                       |     |    |            |        |          |          |          |          |          |          |    |    |    |    | \| |     |     |    |   |   | \| |   |        |        |     |     |     |    |  |  |  |  |  |  |  |  |  |  |
|  |                       |     |    |            |        |          |          |          |          |          |          |    | I  | I  | J  | J  |     |     |    |   | L | L  | L | K(xLT) | K(xLT) | T   | T   | T   |    |  |  |  |  |  |  |  |  |  |  |
|  |                       |     |    |            |        |          |          |          |          |          |          |    | \| |    |    |    | \|  |     |    |   |   |    |   | \|     |        |     |     |     |    |  |  |  |  |  |  |  |  |  |  |
|  |                       |     |    |            |        |          |          |          |          |          | I1       |    |    | I2 |    |    | J1  |     | J2 |   |   |    | M | NO     | NO     | P   | P   | S   | S  |  |  |  |  |  |  |  |  |  |  |
|  |                       |     |    |            |        |          |          |          |          |          |          |    |    |    |    |    |     |     |    |   |   |    |   | \|     |        |     | \|  |     |    |  |  |  |  |  |  |  |  |  |  |
|  |                       |     |    |            |        |          |          |          |          |          |          |    | \| | \| | \| |    |     |     |    |   |   |    |   |        |        |     | \|  |     |    |  |  |  |  |  |  |  |  |  |  |
|  |                       |     |    |            |        |          |          |          |          |          | N        | N  | O  | O  |    |    |     |     |    |   |   |    |   |        |        | Q   | R   | R   |    |  |  |  |  |  |  |  |  |  |  |
|  |                       |     |    |            |        |          |          |          |          |          |          |    |    |    |    |    |     |     |    |   |   |    |   |        |        |     |     | \|  |    |  |  |  |  |  |  |  |  |  |  |
|  |                       |     |    |            |        |          |          |          |          |          |          |    |    |    |    |    |     |     |    |   |   |    |   |        |        | R1  | R1  | R2  | R2 |  |  |  |  |  |  |  |  |  |  |
|  |                       |     |    |            |        |          |          |          |          |          |          |    |    |    |    |    |     |     |    |   |   |    |   |        |        | \|  |     |     |    |  |  |  |  |  |  |  |  |  |  |
|  |                       |     |    |            |        |          |          |          |          |          |          |    |    |    |    |    |     |     |    |   |   |    |   | R1a    | R1a    | R1a | R1b | R1b |    |  |  |  |  |  |  |  |  |  |  |
|  |                       |     |    |            |        |          |          |          |          |          |          |    |    |    |    |    |     |     |    |   |   |    |   |        |        |     |     |     |    |  |  |  |  |  |  |  |  |  |  |

## Die Bandkeramiker und die Frage nach den Vorfahren der modernen Europäer

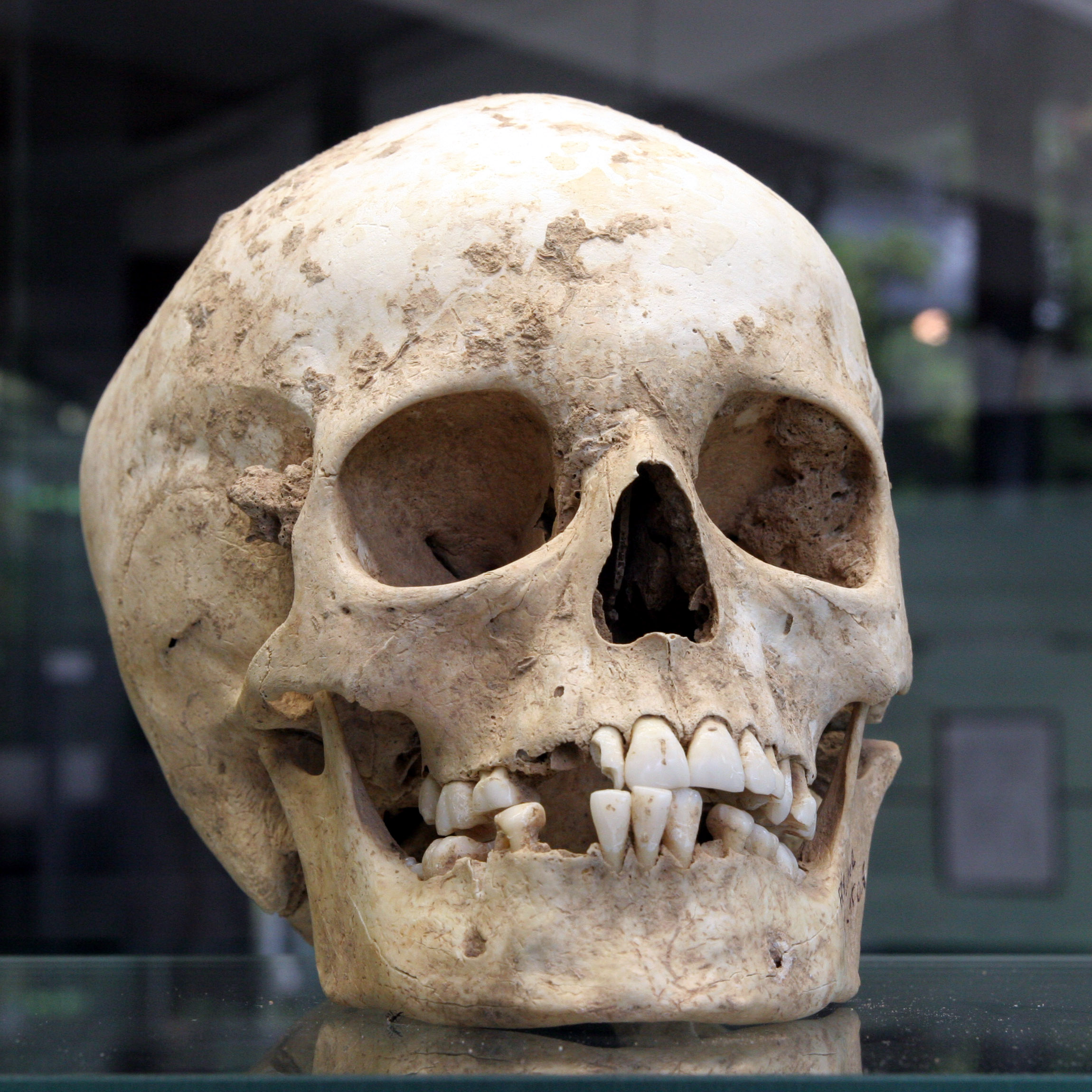
Schädelfund aus der Grubenanlage von Herxheim bei Landau/Pfalz (Museum des Institutes für Geowissenschaften an der Ruprecht-Karls-Universität in Heidelberg)

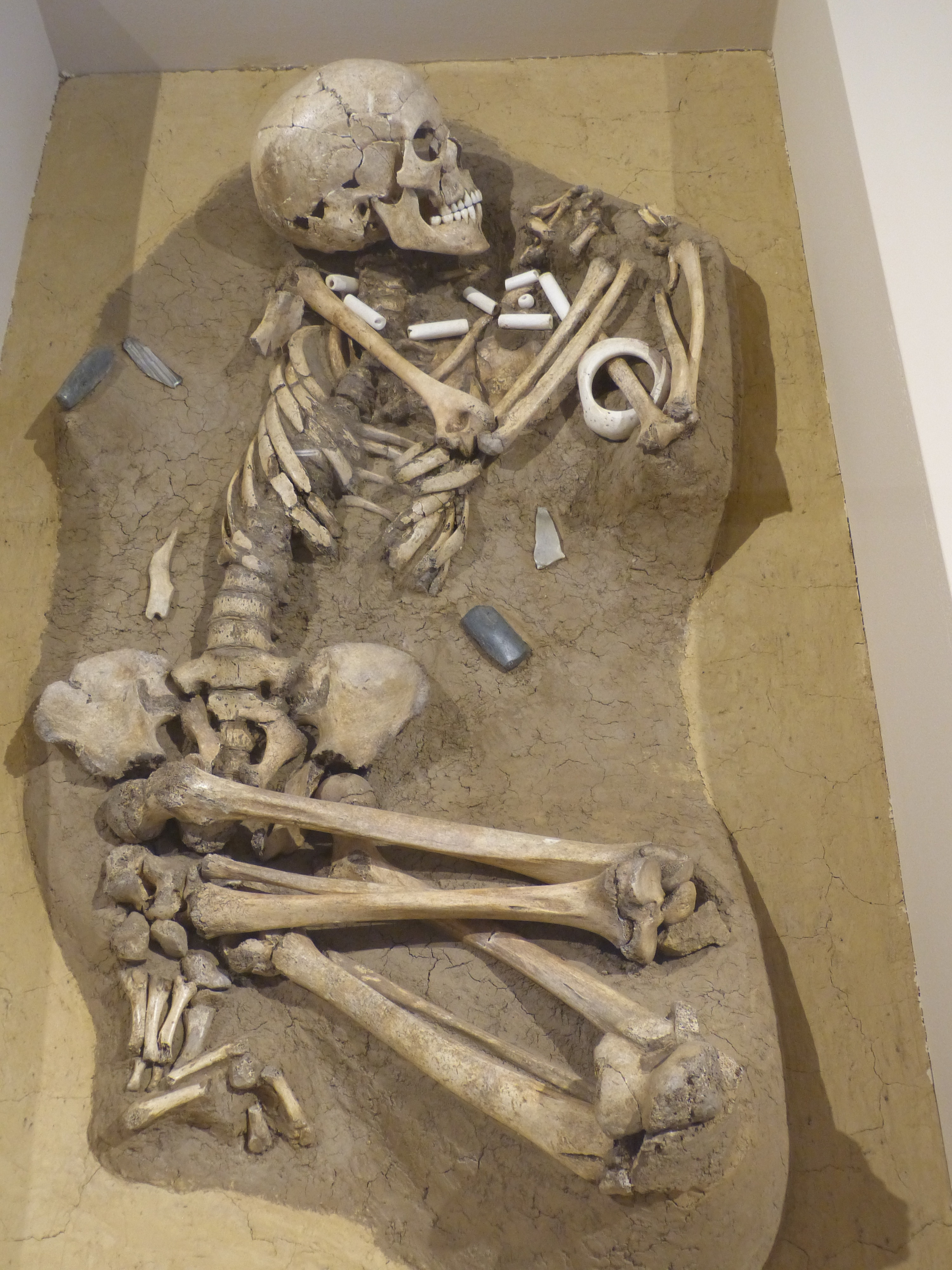
Skelett-Fund einer Bestattung auf einem linearbandkeramischen Friedhof von Aiterhofen-Ödmühle (Gäubodenmuseum, Straubing); der Leichnam wurde typischerweise in Nordost-Südwest-Richtung ausgerichtet.

Die Ausbreitung der Linearbandkeramischen Kultur (LBK) begann wahrscheinlich ungefähr 5700 v. Chr. – ausgehend von der Gegend um den Neusiedler See – und schuf innerhalb einer menschheitsgeschichtlichen Zeitspanne von etwa 200 Jahren einen großen, kulturell einheitlichen und stabilen Siedlungs- und Kulturraum. Die Rekonstruktion dieser kulturellen Einheit beruht auf Bodenfunden in Gebieten der heutigen Länder Westungarn (Transdanubien), Rumänien, Ukraine, Österreich, Südwestslowakei, Mähren, Böhmen, Polen, Deutschland und Frankreich (hier unter der Bezeichnung culture rubanée: Pariser Becken, Elsass und Lothringen). Entsprechend gilt die LBK als größte Flächenkultur der Jungsteinzeit.
Eine mögliche Unterteilung der LBK in Epochen ist:
- um 5700/5500 bis um 5300: älteste LBK
- um 5300 bis 5200: mittlere LBK
- um 5200 bis 5000: jüngere LBK
- um 5100 bis 4900: jüngste LBK (Überschneidungen mit jüngerer LBK)

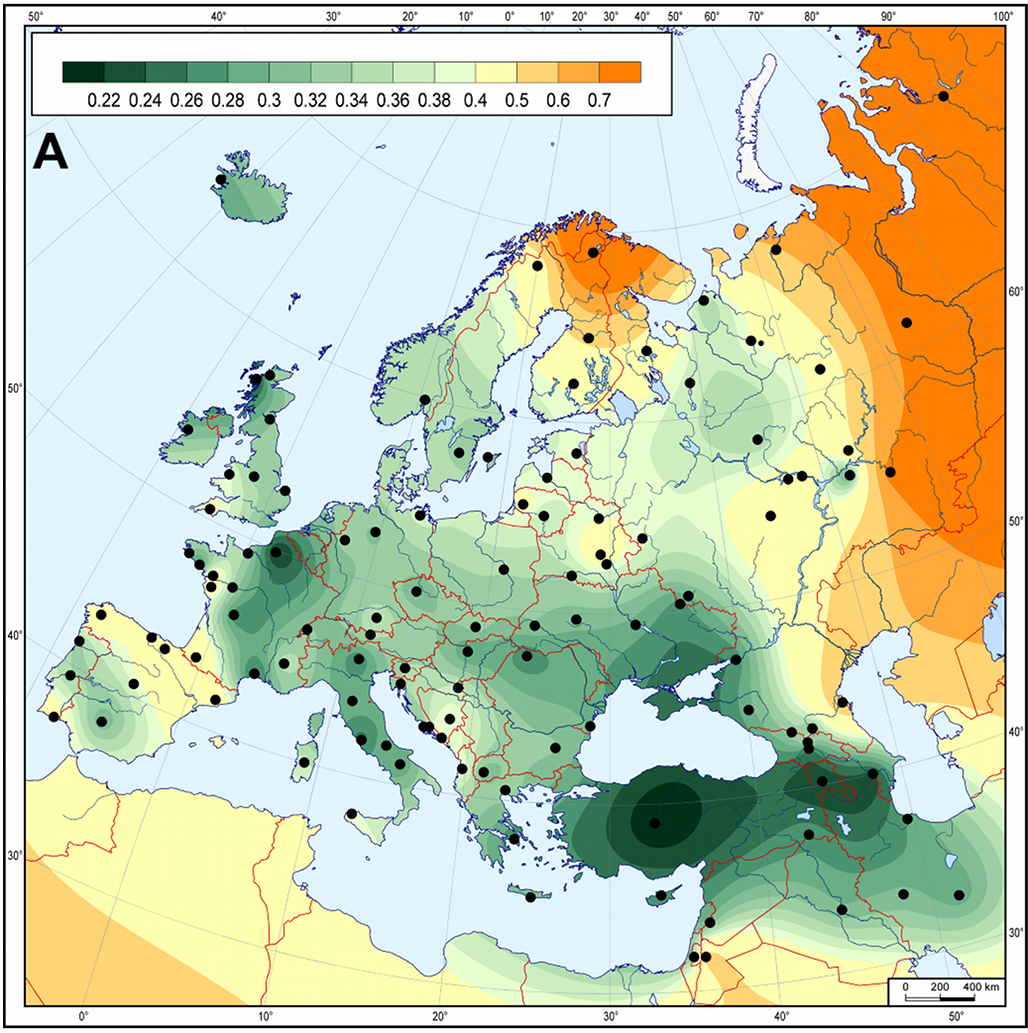
Die neolithischen Bauern des alten Europas waren den modernen östlichen, anatolischen Populationen genetisch am nächsten. Dargestellt sind die genetischen, matrilinearen Abstände zwischen den Populationen der europäischen neolithischen linearen Keramikkultur (5.500–4.900 v. Chr.) und der modernen westeurasischen Populationen; genauer aus 55 rezenten westeurasischen Populationen und insgesamt 42 neolithischen LBK-Proben.

Obgleich der Vorgang der Neolithisierung in Südost- und Zentraleuropa vorrangig durch zwei Modelle erklärt wird, hat das cultural diffusion-Modell, also der Aneignung der Kulturtechniken (Kulturtransfer, Akkulturation) durch die örtliche spätmesolithische Bevölkerung, aus der Sicht der Paläogenetik eine deutlich geringere Beweiskraft.
Sämtliche bisherigen genetischen Untersuchungen, inklusive der Genanalyse von möglichen Haustieren, sehen das demic diffusion-Modell hinsichtlich seiner Beweiskraft deutlich bestärkt: Einwanderung von Gruppen aus dem Nahen Osten – die Träger der bandkeramischen Kultur – waren keine Angehörigen oder Abkömmlinge der nacheiszeitlichen, mesolithischen einheimischen Jäger und Sammler; die Ausbreitung des Neolithikums (Jungsteinzeit) gründete in einem Wachstum der Bevölkerung mit räumlicher Ausdehnung landwirtschaftlicher Gemeinschaften oder ganzer Gesellschaften (auch engl. integrationist model).
Wenn die Bandkeramiker ihren Ursprung in der Starčevo-Körös-Kultur oder in einem anatolischen Kulturkreis hatten, die sich sukzessive in nordwestlicher Richtung, entlang der Flussläufe, nach Mitteleuropa ausbreiteten – dabei ist die allgemeine, geringe Bevölkerungs- oder Besiedlungsdichte zu berücksichtigen –, so muss man mutmaßen, dass die mittelsteinzeitlichen Ortsansässigen mit ihrer mehr als 30.000 Jahre andauernden eigenständigen kulturellen Entwicklung und die der Einwanderer ihre jeweiligen Unterschiedlichkeiten aufrechterhielten. Ferner muss man annehmen, dass die Mitglieder der beiden Bevölkerungsgruppen unterschiedliche Sprachen sprachen.
Die Diffusionisten, die die Aneignung der Kulturtechniken durch die lokale spätmesolithische Bevölkerung verwirklicht sehen, räumen zwar eine vorderasiatische oder innereuropäische Migration ein, sehen aber in den Bandkeramikern die Nachkommen mesolithischer Jäger- und Sammler, die das „Agrarpaket“ übernommen hätten. Dem widersprechen bisher die aDNA-Analysen. Dann hätten die verschiedenen miteinander in Berührung tretenden Sprachräume über einen Sprachkontakt den komplexen Kulturtransfer ermöglichen müssen. Ein solcher Austausch kann durch direkte Nah- oder Fernkontakte zwischen Vertretern der über die Agrartechniken verfügenden Volksgruppen erfolgt sein, wobei man unter Fernkontakten Beziehungen versteht, die nicht durch räumliche Nähe in der unmittelbaren Heimat erfolgen, sondern z. B. durch Handelsbeziehungen stattfinden.

### Genetische Untersuchungen

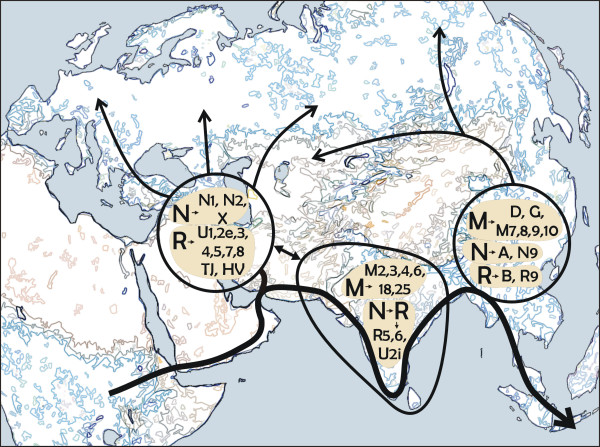
Vermutete Migrationsroute im Sinne der Out-of-Africa-Theorie und gemäß der mitochondrialen DNA, (Archäogenetik)

DNA (aDNA)-Studien zeigen, dass die frühesten neolithischen europäischen Bauernpopulationen (European Neolithic farmers; ENFs) in erster Linie genetische Nachkommen der zentral- und westanatolisch neolithischen Bauern (Anatolian Neolithic farmers; ANFs) waren.
Ihre genetische Signatur unterschied sich deutlich von den in Mitteleuropa zuvor ansässigen mesolithischen Jägerkulturen (Westeuropäische Jäger und Sammler; Western Hunter-Gatherers; WHGs). Obwohl das genetische Erbe der anatolischen Bauern in der DNA der Linienbandkeramiker dominierte, kam es auch zu genetischem Austausch zwischen den einwandernden Bauern und den ansässigen Jägern. Der Grad dieser Vermischung scheint je nach Region und Zeitstufe unterschiedlich ausgeprägt gewesen zu sein. Daneben konnte der Austausch materieller Güter zwischen den Landwirten einerseits sowie den Jägern und Sammlern andererseits dokumentiert werden.
Die alteuropäischen, mittelsteinzeitlichen Kleingruppen der Jäger-und-Sammler-Kulturen trugen bevorzugt die mitochondrialen Haplogruppen U4 und U5, welche man bisher bei Linearbandkeramikern nicht gefunden hat.  Die Haplogruppe U4 ist in den Populationen des Jungpaläolithikums weit verbreitet. Dieser Zeitraum bezeichnet den jüngeren Abschnitt der eurasischen Altsteinzeit von 40.000 Jahren bis zum Ende der letzten Kaltzeit (Beginn des Holozäns) um etwa 9.700 v. Chr. Der Beginn des Jungpaläolithikums steht für Einwanderung „anatomisch moderner Menschen“ (Homo sapiens) nach Europa.

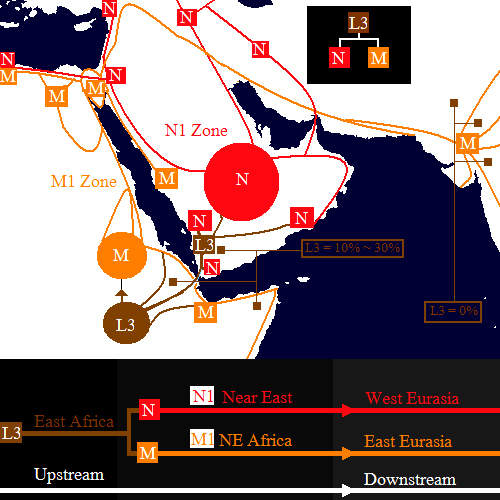
Verbreitung der mitochondrialen Haplogruppen N1 und M1 in Ostafrika, auf der arabischen Halbinsel und dem Nahem Osten

Die Bandkeramiker haben – nach dem heutigen Forschungsstand – im Genpool der Europäer nur sehr geringe Spuren hinterlassen. Dabei sind die wissenschaftlichen Interpretationen der gefundenen Ergebnisse hinsichtlich der genetischen Verteilung spezieller Haplotypenvariationen in den bandkeramischen Kulturen noch sehr im Fluss. Nach Wolfgang Haak (2006) ist die mitochondriale Haplotypenverteilung im Bereich der Bandkeramiker divergent, so träfen im Verbreitungsgebiet ihrer Kultur in den untersuchten Proben im gesamten Mitteleuropa Einflüsse aus mehreren Richtungen aufeinander. Im westlichen europäischen Verbreitungsgebiet der Bandkeramiker finden sich hauptsächlich der mitochondriale Haplotypus V, T und K, hingegen sind es in Mitteldeutschland, neben den genannten, auch die mitochondrialen Haplotypen Hgs N1a, W, HV.

#### Mitochondriale DNA (mtDNA)
Untersuchungen der mitochondrialen DNA aus Knochenmaterial der Linienbandkeramiker im Institut für Anthropologie an der Johannes Gutenberg-Universität Mainz ergaben, dass der genetische Einfluss der ersten jungsteinzeitlichen Bauern auf die modernen Europäer gering ist. Demnach können überwiegend die altsteinzeitlichen Bewohner des Kontinents als unsere biologischen Vorfahren in Mitteleuropa angesehen werden. Die mitochondriale DNA (mtDNA) stellt eine nur in der weiblichen Fortpflanzungslinie weitergegebene, separate Erbinformation dar, die sich außerhalb des chromosomalen und diploiden Zellkerns befindet.
Die bandkeramischen Immigranten zeigten eine andere Genverteilung als die meisten heutigen Europäer; sie wiesen am häufigsten die Haplogruppen N1a oder H auf. Im Gegensatz zur Variante H, die sehr verbreitet ist, findet sich die N1a-Variation heute nur noch sehr selten. Sie kommt aber schwerpunktmäßig vor auf der arabischen Halbinsel sowie in Tansania, Kenia, Äthiopien und Ägypten. Ferner fand man sie in Zentralasien und Südsibirien.
Zu den Varianten der Haplogruppe H, wie sie bei den Bandkeramikern häufiger anzutreffen sind, zählen die Gene wie H16, H23 und H26 – diese sind in der rezenten Bevölkerung eher selten zu finden – oder auch H46b, H88 und H89, die heutzutage fast nicht mehr auffindbar sind. Die Haplogruppen-Variante N1a entstamme dem nahöstlichen Raum und sei vor 12.000 bis 32.000 Jahren in Erscheinung getreten. Speziell die arabische Halbinsel wird als geographischer Entstehungsort der N1a-Variation angesehen. Diese Hypothese wird gestützt durch die relative Häufigkeit und genetische Diversität von N1a in der rezenten Bevölkerung dieser Region.
Zusammenfassend sind im Publikations- oder Untersuchungszeitraum von 2005 bis 2013 bei inzwischen 102 freigelegten Individuen „linearbandkeramische Sequenzen“ in den mitochondrialen Haplogruppenspektren, bestehend aus – in unterschiedlichen Frequenzen – N1a, T2, K, J, HV, V, W, X und H nachgewiesen worden.
Sehr häufig finden sich in den „neolithischen europäischen Bauernpopulationen“, European Neolithic farmers (ENFs) unterschiedliche N1a-mtDNA-Haplotypen, sie waren bei den verschiedenen Untersuchungen im LBK-Gebiet weit verbreitet. In der rezenten europäischen Population ist dieser N1a-mtDNA-Typ sehr selten (0,2 %), was darauf hindeutet, dass die ersten neolithischen Landwirte keinen starken Einfluss auf die genetische Populationsstruktur der modernen europäischen weiblichen Abstammungslinien hatten.

#### Haplogruppe des Y-Chromosoms
Mit der Untersuchung der Haplogruppe des Y-Chromosoms lassen sich die gemeinsamen Vorfahren in einer rein männlichen Abstammungslinie verfolgen, denn das Y-Chromosom wird immer vom Vater an den Sohn weitergegeben. Die Bandkeramiker gehörten zumeist der Haplogruppe G2a (Y-DNA), Haplogruppe H2 (Y-DNA) Haplogruppe T1a1 (Y-DNA) und der Haplogruppe E3b1a (E-M78) an. Insbesondere die Haplogruppe G2a (Y-DNA) wurde auf den sachsen-anhaltischen Gräberfeldern von Halberstadt und Derenburg nachgewiesen, die Haplogruppe H2 (Y-DNA) auf dem sachsen-anhaltischen Gräberfeld von Derenburg und die Haplogruppe T1a1 (Y-DNA) auf dem sachsen-anhaltischen Gräberfeld von Karsdorf.
Über Haplogruppen-Äste lässt sich allgemein zeigen, wie sich Bevölkerungsgruppen auf der Erde bewegt haben. Haplogruppen können somit auch ein geographisches Gebiet definieren. Ältere Haplogruppen sind größer und weiter verbreitet, von ihnen stammen zahlreiche jüngere Untergruppen ab.

## Anthropologische Merkmale
Davon ausgehend, dass die Form eines menschlichen Körpers das Ergebnis von Wachstumsvorgängen sowie Erhaltungs- oder Ernährungsweisen (englisch nutritional anthropometry) ist, die einer Vielzahl von Einflussfaktoren unterliegen, lässt sich das Ergebnis einerseits mit genetisch festgelegten und andererseits mit von der Lebensumwelt (Kulturareal), etwa dem Klima, den körperlichen Anforderungen, der Art der Produktion von Gütern, Krankheiten und Infektionen usw. bestimmten Verhältnissen erklären.
Obgleich die aus jüngster Zeit stammenden Befunde vielerorts variieren (zwischen robusterem bis grazilerem Typus), zeichnet sich insgesamt aus anthropologischer Sicht für die Gestalt innerhalb der mitteleuropäischen „Population der Bandkeramiker“ ein Trend zur Grazilisierung der Skelette und zur Leptodolichomorphie des Schädelskeletts ab. Die Grazilisation ist Ausdruck der Abnahme an Knochengröße und -derbheit.
Die Neolithiker sind in ihrer Körpergröße kleiner als die zur gleichen Zeit lebenden Mesolithiker, die breit- und niedriggesichtiger sowie breitnasiger sind (vergleiche menschliche Brachycephalie).
Laut Tiefenböck (2010), die eine Untersuchung von linearbandkeramischen Skelettresten aus Kleinhadersdorf in Niederösterreich vornahm, variierte die Körpergröße der Männer zwischen 156,5 und 175,5 cm, wobei die durchschnittliche Körpergröße bei 166,6 cm lag. Die geschätzte Körpergröße der Frauen, die nur bei zwei Individuen ermittelt werden konnte, betrug 156 cm und 160 cm.

### Allgemeine Übersichten
- Elsbeth Bösl: Doing Ancient DNA: Zur Wissenschaftsgeschichte der aDNA-Forschung. transcript Verlag, Bielefeld 2017, ISBN 978-3-8394-3900-5

### Spezielle Literatur zu LBK
- Barbara Bramanti, Joachim Burger u. a.: Genetic Discontinuity Between Local Hunter-Gatherers and Central Europe’s First Farmers. In: Science. Band 326, Nr. 5949, 2. Oktober 2009, S. 137–140 (englisch; ISSN 0036-8075; doi:10.1126/science.1176869).
- J. Burger, M. Kirchner u. a.: Absence of the Lactase-Persistence associated allele in early Neolithic Europeans. In: Proceedings of the National Academy of Science USA. Nr. 104, 2007, S. 3736–3741 (englisch; ucl.ac.uk PDF).
- Joachim Burger, Detlef Gronenborn, Peter Forster, Shuichi Matsumura, Barbara Bramanti, Wolfgang Haak: Response to Comment on “Ancient DNA from the First European Farmers in 7500-Year-Old Neolithic Sites”. In: Science. Band 312, Nr. 5782, 30. Juni 2006, S. 1875b, Figur 1 (englisch; doi:10.1126/science.1123984); Zitat: „The colors indicate time scales for the spread of the early Neolithic in Europe. All 24 samples of our ancient DNA study belong to the same LBK/AVK (Linear pottery and Alföld linear pottery culture) chronostratum, representing the first farmers in much of central Europe.“
- Thorwald Ewe: Europas rätselhafte Ahnen. In: Bild der Wissenschaft. Nr. 2, 2011, S. 68: Kultur & Gesellschaft. (online (Memento vom 15. Juli 2014 im Internet Archive)).
- Michael Francken: Familien- und Sozialstrukturen – Anthropologische Ansätze zur Binnengliederung linearbandkeramischer Populationen in Südwestdeutschland. Dissertationsschrift Eberhard Karls Universität Tübingen, Senckenberg Center for Human Evolution and Paleoenvironment, Tübingen 2016 ( auf publikationen.uni-tuebingen.de)
- Cristina Gamba, Eppie R. Jones, Matthew D. Teasdale, Russell L. McLaughlin, Gloria Gonzalez-Fortes, Valeria Mattiangeli, László Domboróczki u. a.: Genome flux and stasis in a five millennium transect of European prehistory. In: Nature Communications. Nr. 5, Artikel-Nr. 5257 (doi:10.1038/ncomms6257; nature.com).
- Wolfgang Haak: Populationsgenetik der ersten Bauern Mitteleuropas. Eine aDNA-Studie an neolithischem Skelettmaterial. Dissertation, Universität Mainz 2006 (PDF (Memento vom 29. Oktober 2013 im Internet Archive)).
- Wolfgang Haak, Oleg Balanovsky u. a.: Ancient DNA from European Early Neolithic Farmers Reveals Their Near Eastern Affinities. In: PLoS Biology. Band 8, Nr. 11, 9. November 2010, S. 1–16, online: S. e1000536 (englisch; doi:10.1371/journal.pbio.1000536;  auf repository.upenn.edu).
- Wolfgang Haak, Peter Forster u. a.: Ancient DNA from the First European Farmers in 7500-Year-Old Neolithic Sites. In: Science. Band 310, Nr. 5750, 11. November 2005, S. 1016–1018 (englisch; doi:10.1126/science.1118725; PDF: 212 kB, 3 Seiten auf uni-mainz.de (Memento vom 28. August 2017 im Internet Archive)).
- Marie Lacana, Christine Keyser u. a.: Ancient DNA reveals male diffusion through the Neolithic Mediterranean route. In: PNAS. Band 108, Nr. 24, 14. Juni 2011 (englisch; pnas.org PDF).
- Jens Lüning: Einiges passt, anderes nicht: Archäologischer Wissensstand und Ergebnisse der DNA-Anthropologie zum Frühneolithikum. (Memento vom 7. November 2014 im Internet Archive) Archäologische Informationen, Early View DGUF-Tagung Erlangen 2013, S. 1–10.
- M. Metspalu, T. Kivisild, E. Metspalu, J. Parik, G. Hudjashov, K. Kaldma, P. Serk, M. Karmin u. a.: Most of the extant mtDNA boundaries in south and southwest Asia were likely shaped during the initial settlement of Eurasia by anatomically modern humans. In: BMC Genetics. 5, 2004, S. 26, doi:10.1186/1471-2156-5-26, PMC 516768 (freier Volltext). PMID 15339343.
- Malliya Gounder Palanichamy, Cai-Ling Zhang, Bikash Mitra1, Boris Malyarchuk, Miroslava Derenko, Tapas Kumar Chaudhuri, Ya-Ping Zhang: Mitochondrial haplogroup N1a phylogeography, with implication to the origin of European farmers. In: BMC Evolutionary Biology. Nr. 10, 2010, S. 304 (biomedcentral.com PDF).
- Christoph Rinne, Ben Krause-Kyora: Genetische Analyse auf dem mehrperiodigen Gräberfeld von Wittmar, Ldkr. Wolfenbüttel. In: Archäologische Informationen, Early View. DGUF-Tagung Erlangen 2013, S. 1–9 (PDF: 2,8 kB, 9 Seiten auf uni-heidelberg.de).
- Barbara Elisabeth Tiefenböck: Die krankhaften Veränderungen an den linearbandkeramischen Skelettresten von Kleinhadersdorf, NÖ – ein anthropologischer Beitrag zur Rekonstruktion der Lebensbedingungen im Frühneolithikum. Naturwissenschaftliche Magisterarbeit Universität Wien 2010 (PDF: 18 MB, 193 Seiten auf univie.ac.at).